# Banque de l'habitat du Sénégal
La Banque de l'habitat du Sénégal (BHS) est une banque sénégalaise.

## Activités
Le classement des 200 premières banques africaines situe la société à la 147e place en 2007 (156e l'année précédente). C'est la quatrième banque sénégalaise dans ce palmarès annuel.